# Epinício
Epinício ou epinikion (plural epinikia ou epinicia, grego ἐπινίκιον, de epi-, "on," + nikê, "vitória") é um gênero de poesia ocasional. Na Grécia Antiga, o epinício frequentemente tomava a forma de poesia lírica durante a celebração de uma vitória nos Jogos Pan-Helénicos e às vezes em honra a uma vitória na guerra. Os principais poetas do gênero são Simônides, Baquílides e Píndaro.